# District de Beita
Pour les articles homonymes, voir Beita (homonymie)].
Le district de Beita (北塔区 ; pinyin : Běitǎ Qū) est une subdivision administrative de la province du Hunan en Chine. Il est placé sous la juridiction de la ville-préfecture de Shaoyang.